# Calandkanal

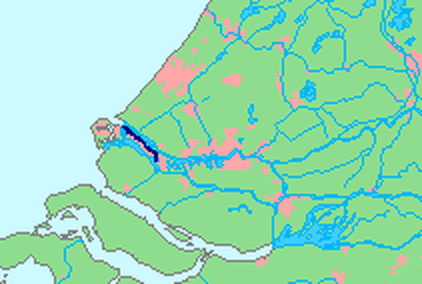
Lage des Calandkanals

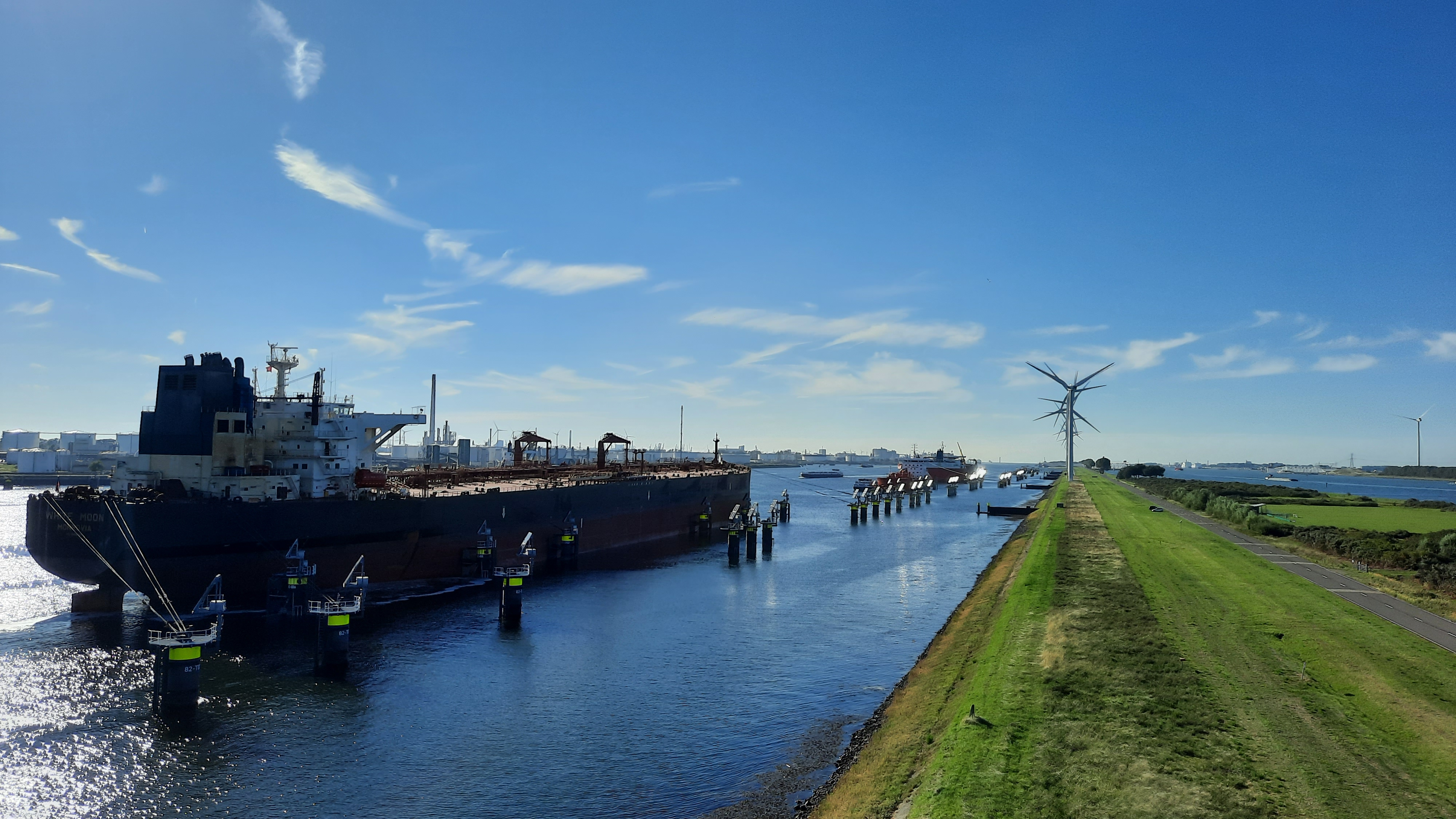
Calandkanal links und Nieuwe Waterweg rechts, Blick nach Westen

Der Calandkanal verläuft parallel zum unteren Teil des  Nieuwe Waterwegs. Er beginnt an der Nordsee in der Nähe des Hoek van Holland  und endet im Brittanniehafen südlich von Rozenburg, ein wichtiger Umschlagsplatz für Automobile. Der Kanal ist Zugang  zu den Industriegebieten im  Europoort.  Durch die Rosenburgschleuse besteht seit 19. April 1971 eine Verbindung zum Hartelkanal.
Der Kanal wurde nach Pieter Caland, dem ehemaligen Chefingenieur des Nieuwe Waterweg, benannt.
Die Autobahn A15 unterquert bei Rosenburg mit dem Bürgermeister Thomassentunnel den Calandkanal. Der Tunnel wurde gebaut, da die Calandbrug sehr oft für den Schiffsverkehr geöffnet werden musste, was zu großen Verkehrsstaus führte. Im Bereich der Brücke steht am Westufer des Kanals ein 1,8 km langer Windabweiser.